# Oenopota impressa
Oenopota impressa é uma espécie de gastrópode do gênero Oenopota, pertencente a família Mangeliidae.